# Wincenty Pycak
Wincenty Michał Pycak (ur. 22 stycznia 1944 w Woli Batorskiej) – polski nauczyciel, ogrodnik, poseł na Sejm I kadencji.

## Życiorys
Ukończył Technikum Elektryczne we Wrocławiu (1965) oraz Pedagogiczną Szkołę Techniczną w tym samym mieście (1970). Pracował jako monter we Wrocławskich Zakładach Elektronicznych Mera-Elwro i nauczyciel w zakresie doskonalenia zawodowego. W 1976 rozpoczął prowadzenie prywatnego gospodarstwa ogrodniczego. W latach 80. był zaangażowany w działalność opozycyjną w ramach Konfederacji Polski Niepodległej. Kolportował wydawnictwa niezależne.
W 1991 uzyskał mandat posła na Sejm I kadencji. Został wybrany w okręgu wrocławskim z listy KPN. Zasiadał w Komisji Mniejszości Narodowych i Etnicznych oraz Komisji Rolnictwa i Gospodarki Żywnościowej. Był również członkiem dwóch podkomisji. W 1993 bez powodzenia ubiegał się o reelekcję. Później został działaczem Konfederacji Polski Niepodległej – Obóz Patriotyczny. W wyborach do Parlamentu Europejskiego w 2004 jako jej członek kandydował z listy komitetu Konfederacja Ruch Obrony Bezrobotnych. Rok później przeszedł na rentę.
W 2016 został odznaczony Krzyżem Wolności i Solidarności.